# Sondelerleien
De Sondelerleien (Fries en officieel: Sondeler Leien) is een open meer in de Friese gemeente De Friese Meren en ligt ongeveer nabij Sondel, tussen Oudemirdum en Lemmer.
Aan de westzijde van het meer is er verbinding met de Zandvaart. Rond het meer ligt een strook met riet en grasland. Het is waarschijnlijk ontstaan door een dijkdoorbraak.